# Gas d'alt forn
El gas d'alt forn  és una barreja de gasos que s'obté com un subproducte del ferro colat en un alt forn.
La seva composició mitjana és de: 60% N ₂, el 24% CO, el 12% CO ₂, el 4% H ₂ i cendres.
A la part inferior de l'alt forn s'hi insufla aire enriquit amb oxigen pre-escalfat a aproximadament 1.000 °C. L'aire entra en contacte amb el carbó de coc, que s'encén generant CO i CO ₂ segons la reacció de Boudouard. El gas surt de l'alt forn reduint l'òxid de ferro a ferro metàl·lic. Tanmateix cal tenir en compte, que no tot el monòxid de carboni arriba a convertir-se per oxidació en CO ₂.
Els gasos que surten del forn (forn de gas) són encara molt abundants en CO i, per tant, pot ser utilitzat com combustible, després de separar-lo de la cendra.